# Ford Iosis

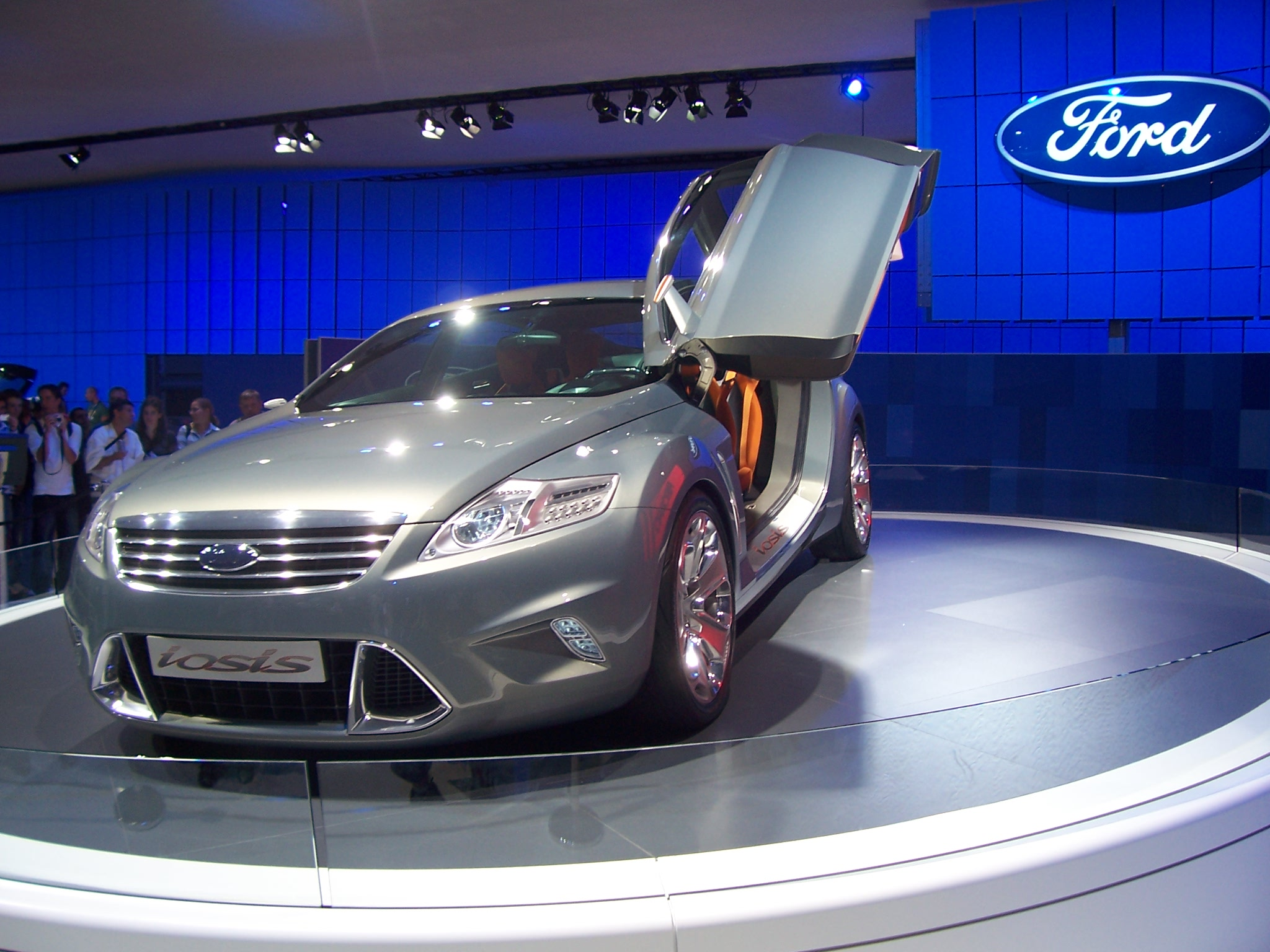
présentation de la Ford Iosis en salon

La Ford Iosis est un concept car de berline quatre portes et quatre places développé par Ford Europe. Elle a été présentée pour la première fois au public au salon de l'automobile de Francfort 2005. Avec le Ford SAV (présenté plus tôt cette année-là au Salon de l'auto de Genève), elle a été conçue pour présenter la nouvelle direction de design dynamique, le Kinetic Design de Ford, que Ford entend poursuivre pour le marché européen.
On dit que la forme du concept car ressemble à une Aston Martin, avec des angles nets, un pare-brise fortement incliné et de grandes roues.

## Iosis X
L'année suivante, au Mondial de l'Auto de Paris 2006, Ford a présenté l'Iosis X, un concept de SUV partageant le langage de conception de l'Iosis, qui a finalement conduit au Ford Kuga

## Iosis-MAX
L'Iosis-MAX est un concept car.
Il s'agit d'une vision de la prochaine génération de monospaces compacts de Ford et il fait allusion à la direction de conception des prochaines voitures mondiales de Ford. Il présente le Kinetic Design de Ford en utilisant des matériaux légers et une aérodynamique avancée. Les principales caractéristiques aérodynamiques étaient les montants de porte arrière, la conception de l'aile arrière et les conduits de refroidissement avant actifs dans la calandre trapézoïdale principale qui est obturé lorsqu'ils ne sont pas nécessiter.
La voiture a été dévoilée au Salon de l'auto de Genève 2009, pour présenter l'état évolutif du Kinetic Design de Ford